# Frutigtal
Le Frutigtal est une vallée de l'Oberland bernois dans les Alpes bernoises, en Suisse. Elle constitue le prolongement de la jonction du Kandertal avec l'Entschligental dont le point de départ est Frutigen jusqu'à la zone sud de Spiez. Elle est parcourue par la rivière Kander et est bordée à l'ouest par le Niesen (2 362 m). À l'est, deux autres vallées débouchent dans la portion inférieure du Frutigtal : le Kiental et le Suldtal.